# Chùa Bồ Tát
Bảo Tháp tự là một ngôi chùa cổ tên thường gọi là chùa Bồ Tát, thuộc địa phận thôn Thượng Phúc, xã Tả Thanh Oai, huyện Thanh Trì, Hà Nội. Ngôi chùa được xây dựng từ cuối đời nhà Lý do vị hoàng thân nhà Lý là Lý Thầm (con vua Lý Cao Tông, chú của Lý Chiêu Hoàng) đến lập am và tu.
Đến năm 1328 thời nhà Trần, có vị cao tăng Hồ Bà Lam đến tu. Ông là hoàng thân nhà Hồ, khi tu ở chùa ngoài việc tụng kinh niệm Phật còn đi thu nhận những trẻ mồ côi, cô nhi, quả phụ về chùa nuôi dưỡng. Nhân dân đương thời ca ngợi, tôn Ngài là Bồ Tát sống.
Người thứ ba đến tu tại chùa chính là bà Minh Từ Hoàng Thái hậu Hồ Thuận Nương (Lê thị ?) (cô ruột của Hồ Quý Ly). Bà người huyện Diễn Châu, Nghệ An, lấy vua Trần Minh Tông, sinh ra hai con đều làm vua (Trần Hiến Tông, Trần Nghệ Tông). Bà về đây để tránh nạn giặc Chiêm, từ khi trông coi chùa Bảo Tháp, trong hơn ba năm, bà tu sửa chùa, lại xây thêm chùa Phúc Khê.
Tại nơi đây còn giữ được nguyên bản 32 đạo sắc (chủ yếu của miếu Minh từ) ngọc phả, bia đá năm Quang Thái thứ 3 thời Trần Thuận Tông, bia "Mộc Bản" khắc năm Bảo Thái thứ hai, chuông đồng đúc thời Gia Long, khánh đồng đúc thời Thiệu Trị...
Năm 1990, chùa Bảo Tháp đã được Bộ Văn hóa - Thông tin xếp hạng Di tích Lịch sử - Văn hóa.